# Morvilliers (Aube)
Morvilliers ist eine französische Gemeinde mit 270 Einwohnern (Stand: 1. Januar 2022) im Département Aube in der Region Grand Est. Der Ort gehört zum Arrondissement Bar-sur-Aube und zum Kanton Bar-sur-Aube. Zudem ist die Gemeinde Teil des 1993 gegründeten Gemeindeverbands Communauté de communes de Soulaines. Die Einwohner werden Morvillois(es) (auch Morvilliersiens/Morvilliersiennes) genannt.

## Geographie
Morvilliers liegt rund 41 Kilometer ostnordöstlich von Troyes und 18 Kilometer nordnordwestlich der Kleinstadt Bar-sur-Aube im Osten des Départements Aube. Die Gemeinde besteht aus den Dörfern Morvilliers und Petit-Morvilliers und ist weitflächig von Wald bedeckt.
Nachbargemeinden sind Crespy-le-Neuf im Nordwesten und Norden, Épothémont im Nordosten, Soulaines-Dhuys im Osten, La Chaise im Südosten, Chaumesnil im Südwesten sowie Brienne-la-Vieille im Westen. 

## Geschichte
Bis zur Französischen Revolution lag Morvilliers innerhalb der Provinz Champagne. Die Gemeinde gehörte von 1793 bis 1801 zum Distrikt Bar-sur-Aube. Seit 1801 ist sie Teil des Arrondissements Bar-sur-Aube. Von 1793 bis 1801 war der Ort dem Kanton Dienville zugeteilt. Von 1801 bis 2015 lag die Gemeinde innerhalb des Kantons Soulaines-Dhuys. 

## Bevölkerungsentwicklung
| Jahr                       | 1962 | 1968 | 1975 | 1982 | 1990 | 1999 | 2006 | 2012 | 2019 |
| Einwohner                  | 344  | 320  | 291  | 251  | 247  | 264  | 252  | 312  | 283  |
| Quellen: Cassini und INSEE |      |      |      |      |      |      |      |      |      |

## Sehenswürdigkeiten
- Kirche Saint-Laurent (Ausstattungsteile als Monuments historiques klassifiziert)
- zwei Wegkreuze
- Denkmal für die Gefallenen[1]